# Émile Brachard
Pour les articles homonymes, voir Brachard.
Émile Brachard, né le 29 avril 1887 à Romilly-sur-Seine (Aube) et mort le 31 décembre 1944 à Sainte-Savine dans le même département, est un journaliste et homme politique français.

## Biographie
Journaliste de profession, il est rédacteur en chef du Petit Troyen. On lui confie la rédaction du rapport Brachard qui débouche en 1935 sur le vote à l'unanimité de la loi Brachard.
Emile Brachard est également membre du Parti radical. Sous cette étiquette, il est élu  député de l'Aube en 1932, réélu en 1936 lors du scrutin général qui voit la large victoire de la coalition de Rassemblement populaire. Il bat, lors de cette dernière élection, André Mutter, qui sera l'un des chefs de la droite sous la Quatrième République.
Au Parlement, il est très actif sur toutes les questions relatives au journalisme, notamment sur la liberté de la presse et l'un de ses piliers, la défense du statut de journaliste professionnel. Il fait adopter plusieurs lois relatives à ces sujets, dont la célèbre loi Brachard du 29 mars 1935, qui sera complétée en 1974 par la loi Cressard, donnant aux journalistes pigistes le statut de journaliste professionnel.
La création de la Carte de presse en France, régie par la Commission de la carte d’identité des journalistes professionnels, en mai 1936, qui donne pour la première fois un statut professionnel aux journalistes, pouvait laisser croire que la profession se dotait d'un organisme comparable à l'Ordre des avocats et habilité à juger du respect des règles déontologiques. 
Le rapporteur, Émile Brachard, affirmait alors que « l'établissement de la carte d'identité aidera puissamment à l'organisation méthodique d'une profession longtemps demeurée dans l'anarchie ».
La loi ne fixant pas précisément ce rôle à la commission, la charte déontologie de 1918 est restée d'actualité jusqu'en janvier 1938, date de sa réécriture. Une version modernisée, intitulée « Déclaration des devoirs et des droits des journalistes », a été adoptée en 1971 par les fédérations de journalistes de la Communauté européenne, de Suisse et d’Autriche, et de plusieurs organisations internationales de journalistes.

### Sources
- « Émile Brachard », dans le Dictionnaire des parlementaires français (1889-1940), sous la direction de Jean Jolly, PUF, 1960 [détail de l’édition]